# رابية (المتن)
رابية هي إحدى القرى اللبنانية من قرى قضاء المتن في محافظة جبل لبنان.